# Pithanasz
Pithanasz (vagy Pithana, Pitḫanaš, mPí-it-ḫa-a-na-aš) a hettita archaikum második ismert nevű uralkodója. A Narám-Szín korától, vagyis Pambasz idejétől 500 év telt el úgy a hettita történelemben, hogy a területről szinte semmit sem lehet tudni. Időközben lezajlott az első nagy anatóliai népvándorlás, amelynek során a legszélesebb körben elterjedt elmélet szerint indoeurópai népek érkeztek a Kaukázus felől Kisázsiába.
Az i. e. 18. századra Anatóliában több hatalmi góc alakult ki: Alsó-Hatti, Felső-Hatti, Hapalla és Arzava. Ezeket az államokat általában fővárosuk szerint Nesza, Hattuszasz és Kusszara néven említik a források. Pithanasz Kusszara uralkodója volt, és idejében nagyarányú expanzió zajlott le, Kusszara leigázta Kanist, az asszírok előretolt kereskedelmi bázisát, azaz legyőzte a nagy riválist, Neszát. Ezzel Kusszara megszerezte a majdnem teljes anatóliai kereskedelmi hálózatot, és lehetővé tette a kusszarai uralkodók számára a további erősödést.
Kusszara élt a lehetőséggel, Pithanasz fia Anittasz végül Hattuszaszt is elfoglalta.

## Lásd még
Hettita uralkodók listája

## Fordítás
- Ez a szócikk részben vagy egészben  a   Pithana című angol Wikipédia-szócikk fordításán alapul.  Az eredeti cikk szerkesztőit annak laptörténete sorolja fel. Ez a jelzés csupán a megfogalmazás eredetét és a szerzői jogokat jelzi, nem szolgál a cikkben szereplő információk forrásmegjelöléseként.

| Előző uralkodó: 500 év ismeretlen uralkodói | hettita király körülbelül i. e. 17. század első fele | Következő uralkodó: Anittasz |